# Norland College
Norland College startades 1892 av Emily Ward, och är en skola i Storbritannien som tränar barnflickor och barnsköterskor.
Genom årens lopp har skolan funnits på olika platser i Storbritannien, framför allt Chislehurst i Kent samt Hungerford i Berkshire. Den flyttades senare till Bath. Ursprungligen stod skolan för barntillsyn, samt tränade barnflickor. Barntillsynen försvann dock senare. 
Kurserna spänner sig från BTEC-program för 14-16-åringar i samarbete med lokala skolor, till yrkesutbildning, samt kurser som hålls i samarbete med Gloucestershires universitet.

## Historik
- I februari 1981 spelade BBC in en dokumentärfilm om skolan.
- I februari 1999 antogs den första manlige eleven i skolans historia.

### Fotnoter
1. ↑  ”Courses at Norland College”. Norland College. Arkiverad från originalet den 19 februari 2011. https://web.archive.org/web/20110219010028/http://www.norland.co.uk/courses. Läst 9 augusti 2010.